# Leonard B. Jordan
Leonard Beck Jordan, född 15 maj 1899 i Mount Pleasant, Utah, död 30 juni 1983 i Boise, Idaho, var en amerikansk republikansk politiker. Han var guvernör i delstaten Idaho 1951–1955. Han representerade sedan Idaho i USA:s senat 1962–1973.
Jordan deltog i första världskriget i USA:s armé. Han utexaminerades 1923 från University of Oregon. Han gifte sig 30 december 1924 med Grace Edgington. Paret fick tre barn.
Jordan vann guvernörsvalet i Idaho 1950. Han efterträddes 1955 som guvernör av Robert E. Smylie.
Senator Henry Dworshak avled 1962 i ämbetet och guvernör Smylie utnämnde Jordan till senaten fram till fyllnadsvalet senare samma år. Jordan besegrade kongressledamoten Gracie Pfost i fyllnadsvalet. I senatsvalet 1966 vann han sedan mot tidigare kongressledamoten Ralph R. Harding. Jordan bestämde sig för att inte kandidera till omval i senatsvalet 1972. Han efterträddes 1973 som senator av James A. McClure.
Jordans grav finns på Cloverdale Cemetery i Boise.